# Контрада да Вичене II (Пескара)
Контрада да Вичене II (итал. Contrada da Vicenne II) је насеље у Италији у округу Пескара, региону Абруцо.
Према процени из 2011. у насељу је живело 14 становника. Насеље се налази на надморској висини од 487 м.